# Silvio Accame
Silvio Accame (Pietra Ligure, 22 dicembre 1910 – Frascati, 10 novembre 1997) è stato uno storico italiano.

## Biografia
Allievo di Gaetano De Sanctis, si laureò in lettere all'Università di Roma. Dal 1948 al 1968 insegnò storia greca all'Università di Napoli e dal 1968 al 1975 storia romana a Roma. Dal 1983 al 1991, fu presidente della Pontificia accademia romana di archeologia. Nel 1948 sposò Aurelia Bobbio, cugina del filosofo Norberto.
Strenuo difensore del metodo storico-filologico, fu autore di importanti saggi sulla storia greca e si interessò anche allo studio della Bibbia.

## Opere
- 1941 – La lega ateniese del secolo IV a.C.
- 1943 – Il problema storiografico nell'ora presente
- 1953 – Problemi di storia greca
- 1968 – L'istituzione dell'eucaristia
- 1976 – La storicità della Bibbia
- 1979 – Perché la storia

### Pubblicazioni curate
- 1970-82 – Scritti minori (di Gaetano De Sanctis, con Aldo Ferrabino)
- introduzione di Diario segreto (di Gaetano De Sanctis)